# Pavillon Gene-H.-Kruger
Le pavillon Gene H. Kruger (GHK) est l'un des bâtiments de l'Université Laval, à Québec.

## Description
Ce pavillon d’enseignement et de recherche en génie du bois a été inauguré en 2005. Nommé en l'honneur du fils du fondateur de la compagnie forestière Kruger, généreuse donatrice, Gene H. Kruger (1902-1988). Il s'agit d'un bâtiment vert, construction écologique construite entièrement en bois et de matériaux non-polluants, utilisant au maximum l'énergie solaire pour son chauffage et la ventilation naturelle. La structure et la finition font l'objet d'une étude pour évaluer l'empreinte environnementale de la construction en bois.
En 2006, le pavillon reçoit une reconnaissance architecturale de la ville. En 2007, l’Ordre des architectes du Québec attribue un Prix d'excellence en architecture au consortium Gauthier Gallienne Moisan et à l’université pour la réalisation du pavillon.

## Art public
Deux œuvres d'art public sont installées dans le hall d'entrée du pavillon :  Intersection de Karole Biron et le Buste commémoratif de Gene H. Kruger de Jan Stohl.

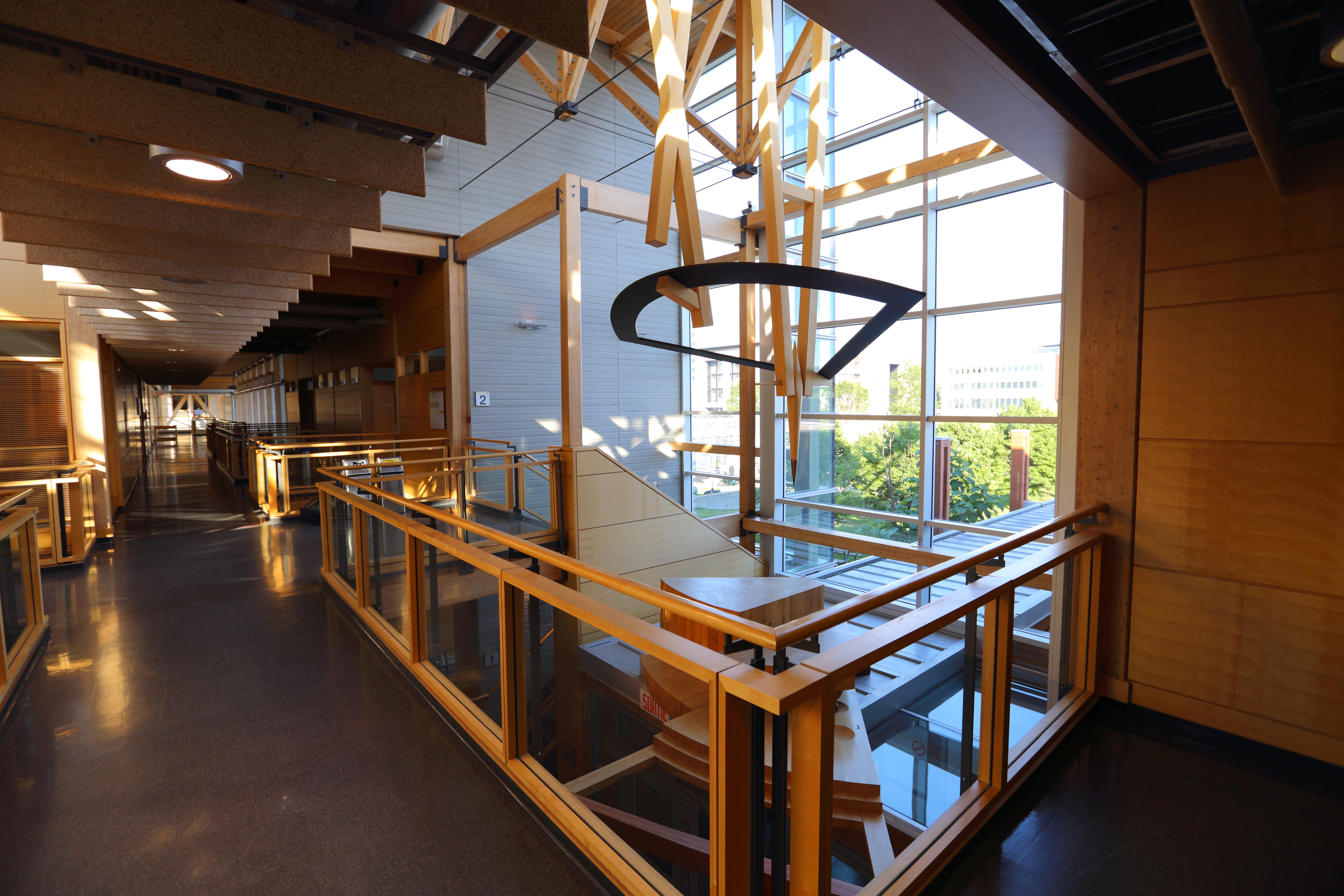
Intersection
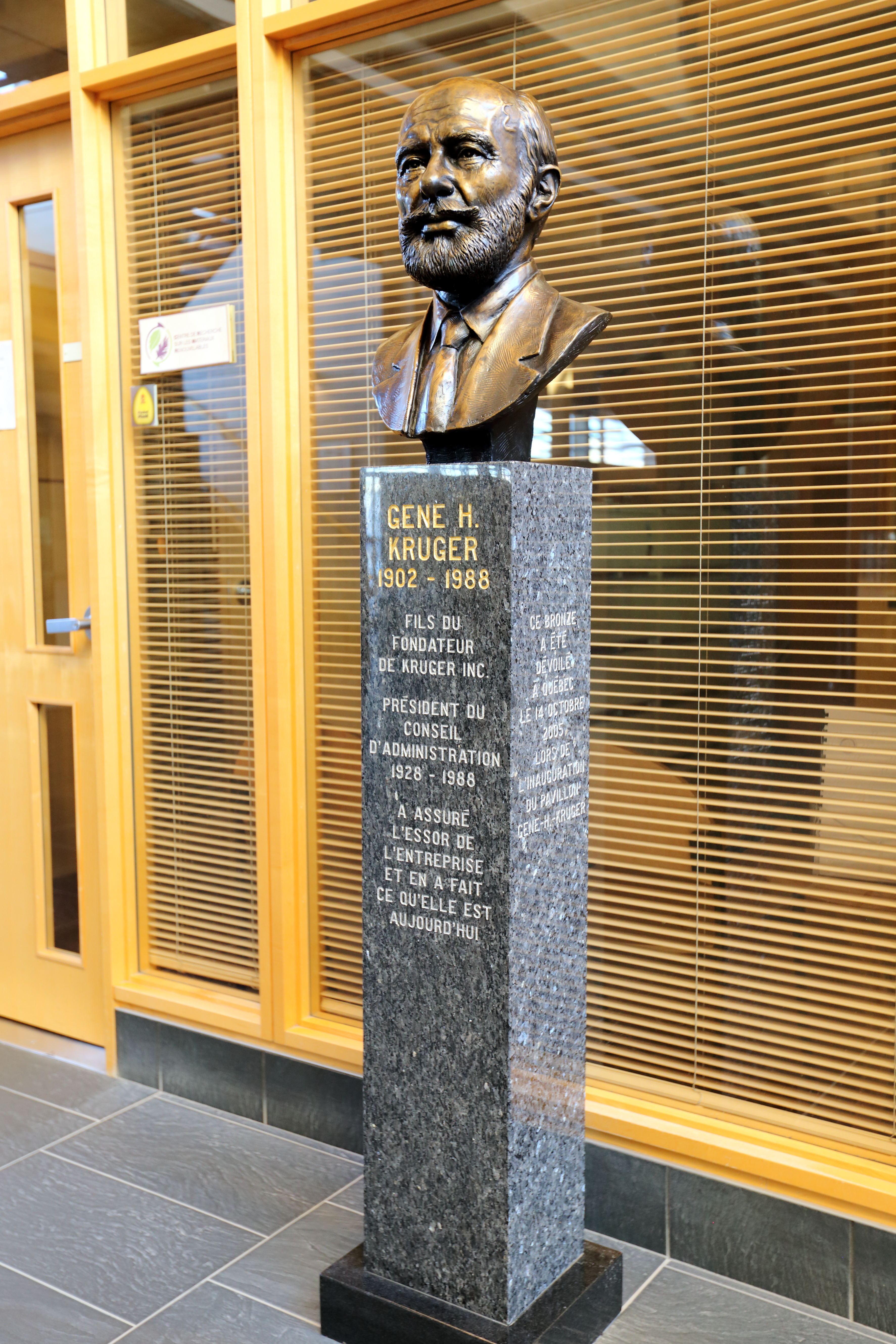
Buste commémoratif de Gene H. Kruger